# San Bartolomé Milpas Altas
San Bartolomé Milpas Altas è un comune del Guatemala facente parte del dipartimento di Sacatepéquez.